# Lijst van bisschoppen van Szeged-Csanád

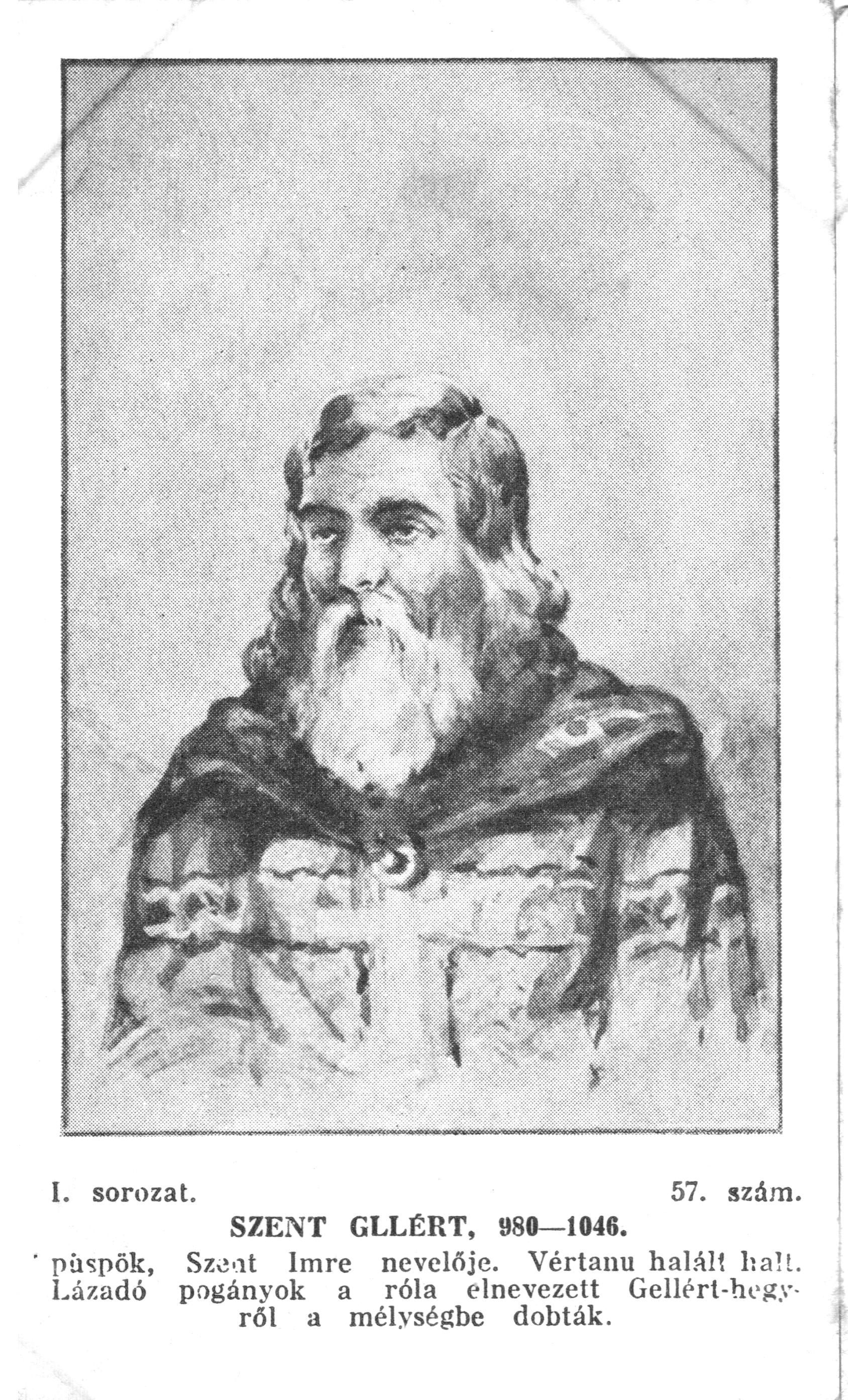
Sint Gellért (1030–1046)

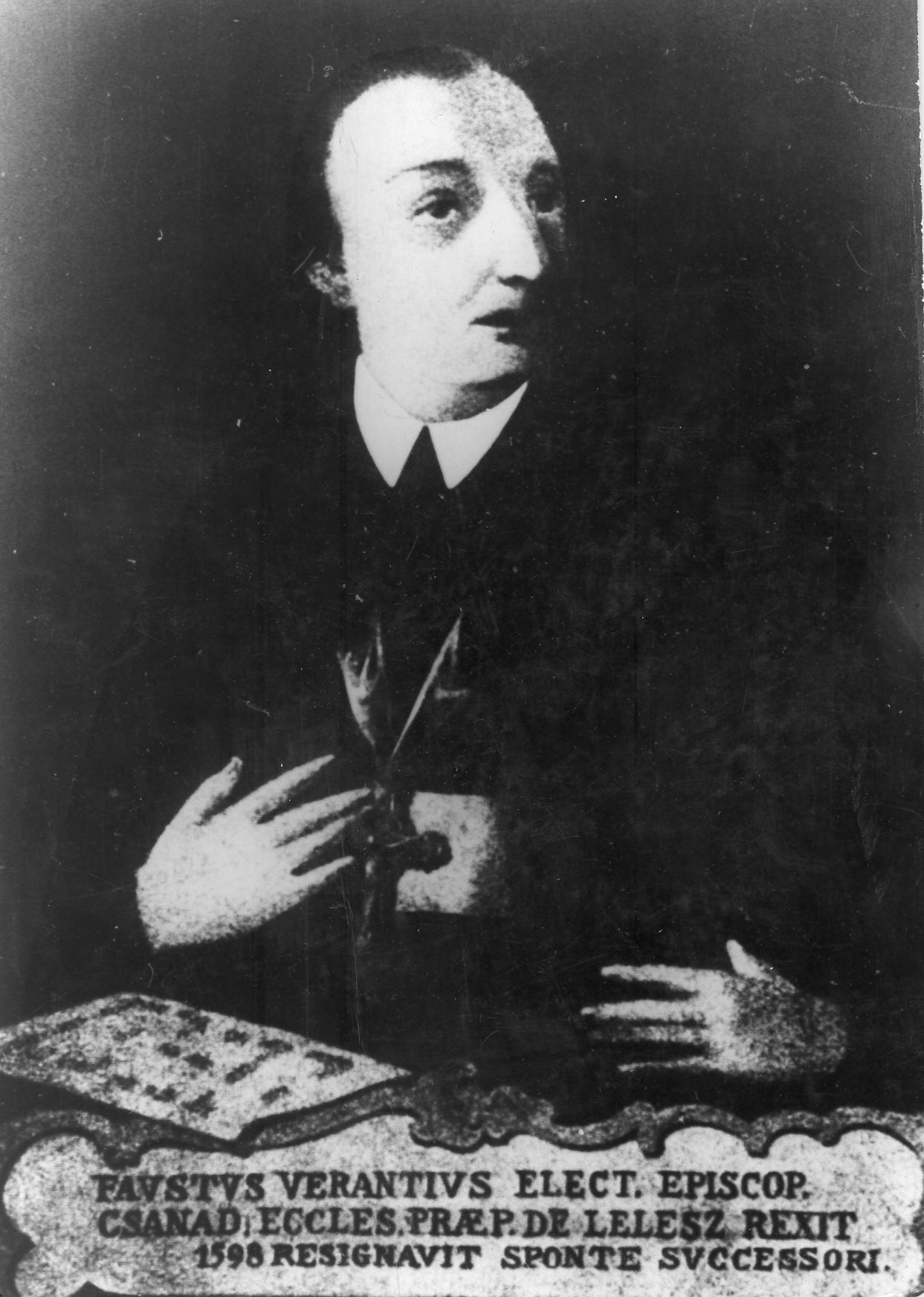
Fausto Veranzio/Faustus Verancsics (1598–1608)

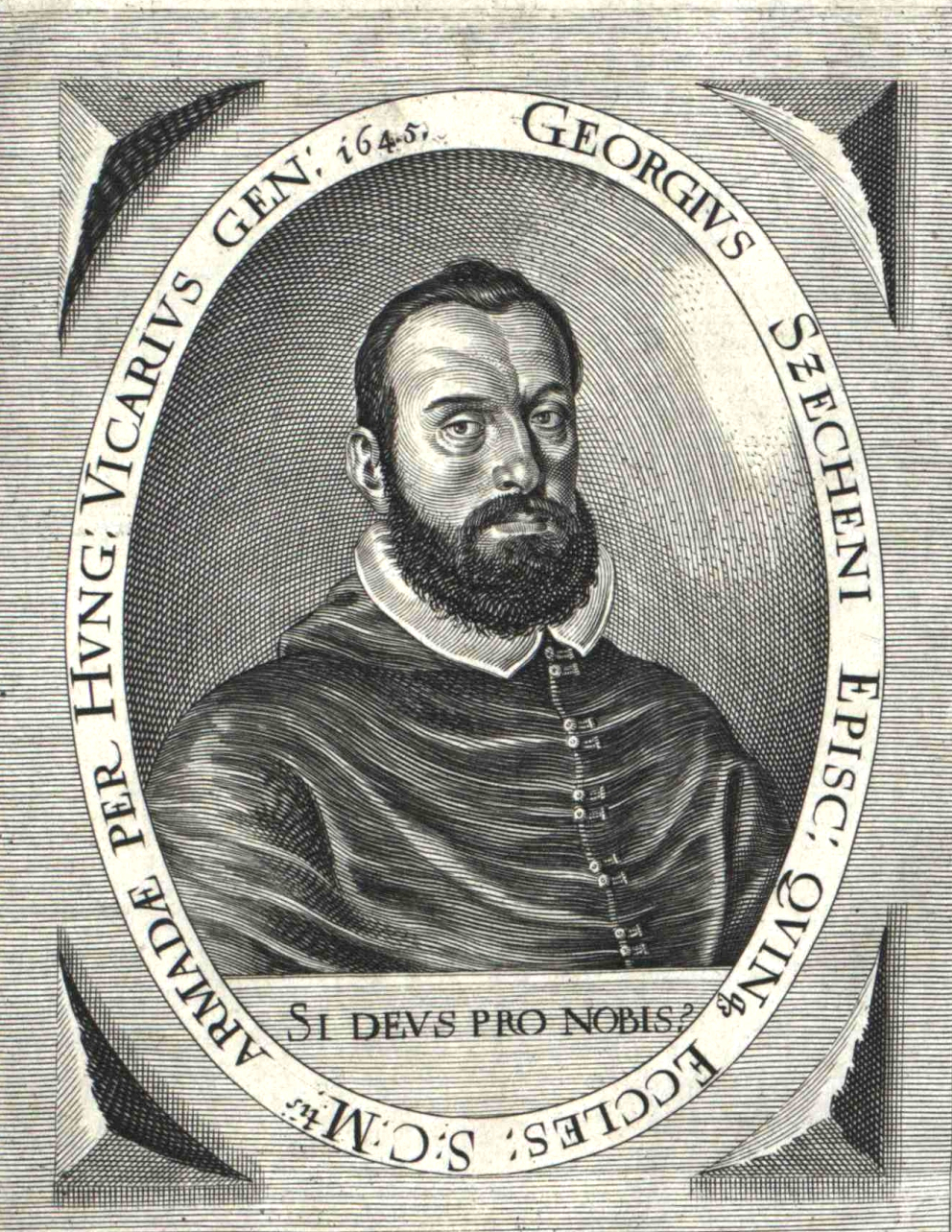
György Széchényi (1643–1644)

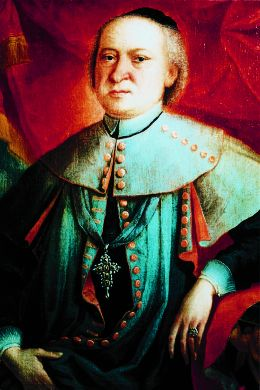
Euseb Anton Adalbert von Falkenstein (1730–1739)

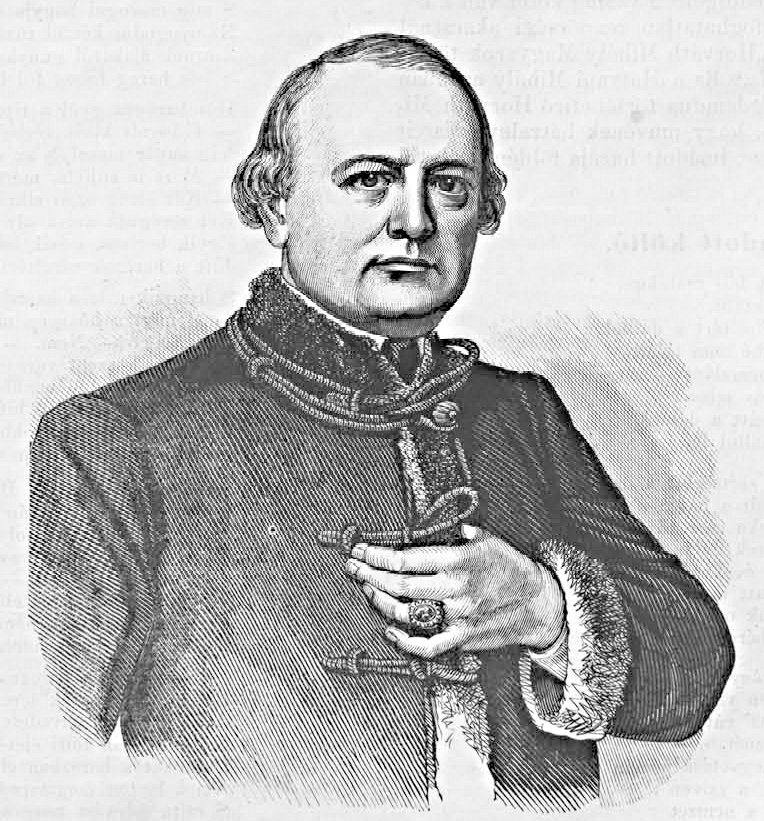
Mihály Horváth (1848–1849)

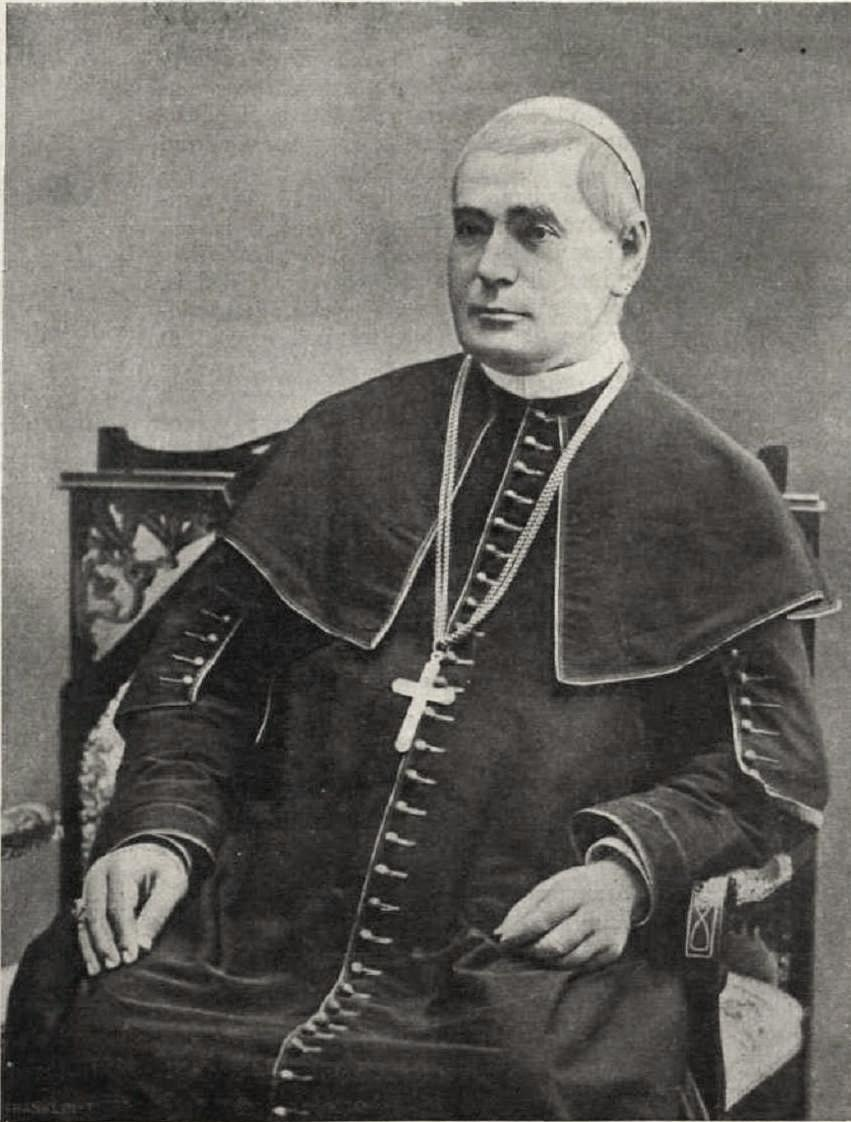
János Csernoch (1908–1911

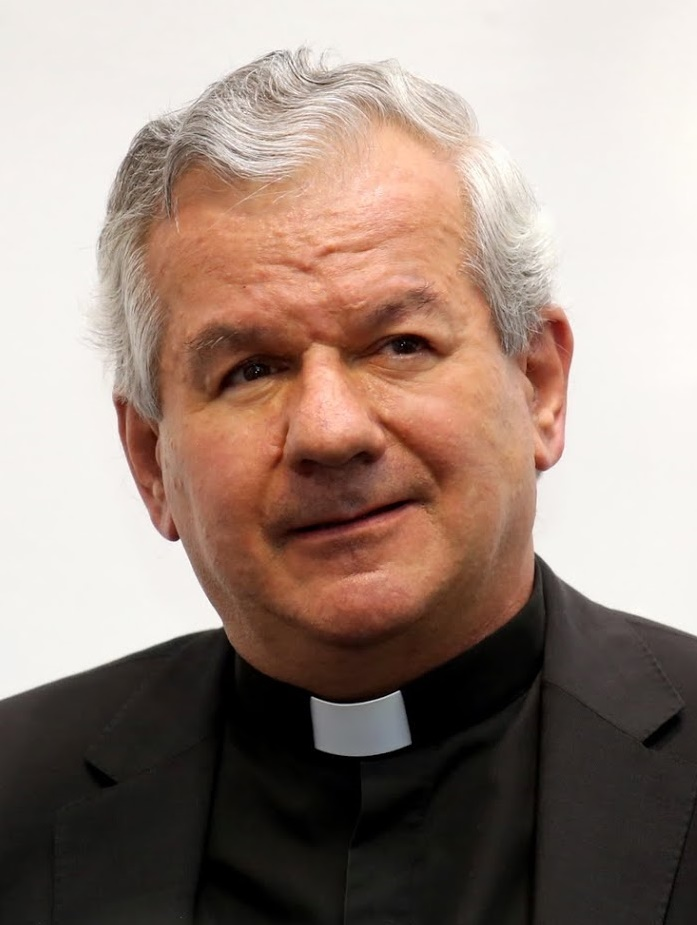
László Kiss-Rigó, de huidige bisschop van Szeged-Csanád

Hieronder volgt een lijst van bisschoppen van Szeged-Csanád.
Tot 5 augustus 1982 was de naam bisdom Csanád, naar het gelijknamige comitaat. Paus Johannes Paulus II hernoemde het bisdom op die datum naar bisdom Szeged-Csanád.
- 1030–1046 Szent Sagredo Gellért
- 1046–1053 Maurus
- 1053–1083 onbekend
- 1083–1113 Lorenz
- ca. 1138 Besztréd
- ca. 1142 Pál
- 1156–1169 Stefan
- 1188–1192 Saul von Altenburg
- 1192–1193 Krispin
- 1198–1201 János I
- 1202–1229 Desiderius
- 1229–1242 Bulcsú Bölcs
- 1243–1257 Balázs
- 1259–1275 Bereczk
- 1275–1291 Gergely I
- 1298–1307 Antal I
- 1307–1332 Benedikt
- 1332–1343 Jakab Piancenzai
- 1343–1344 István II Harcsáki/Büki
- 1344 Galhard De Carceribus
- 1345–1350 Gergely II Kapronczai
- 1350–1358 Tamás I Telegdi
- 1359–1360 Gergely III Lendvai/Fugyi
- 1360–1373 Domonkos Bebek
- 1373–1375 Miklós I
- 1377–1379 Pál II Péterfia
- 1379–1380 Tamás II
- 1380–1386 János II Czudar
- 1386–1395 János III
- 1395–1397 Lukács I Órévi
- 1397–1402 Gergely IV Szeri Pósafi
- 1403–1423 Dózsa Marczalli
- 1423–1443 László I Marczalli 
  - 1434–1438 Albert I Kerolti
- 1438–1457 Péter I Remetei Himfi
- 1457–1466 Albert II Hangácsi
- 1466–1493 János IV Szokoli
- 1493–1500 Lukács II Szegedi Baratin
- 1500–1514 Miklós II Körösszegi Csáki
- 1514–1526 Ferenc I Csaholi
- 1526–1529 János V Musinai Gerván
- 1529–1537 János VI Bonzagnó
- 1537–1552 János VII Barlabássy
- 1553–1554 Ferenc II Medgyesi Székely
- 1556–1558 György I Bódy
- 1559–1561 Péter II Kapronczay Paulinus
- 1561–1562 János VIII Kolozsváry
- 1562–1563 András Dudich
- 1563–1572 Gergely V Bornemissza
- 1572–1582 Boldizsár Persei Melegh
- 1582–1587 István III Mathisy
- 1587–1597 Pál III Szegedy
- 1598–1608 Faustus Verancsics
- 1608–1623 Matthias I Herovich
- 1623–1625 Emmerich I Lósy
- 1625–1637 György II Dubovszky
- 1637–1643 János IX Szederkényi Püsky
- 1643 György III Pohronczi Szelepcsényi
- 1643–1644 György IV Széchényi
- 1644–1648 Zsigmond I Szenttamási Zsongor
- 1648–1650 Matthias II Alsőlelóczi Tarnóczy (ook bisschop van Vác)
- 1651–1652 István IV Rohonczy
- 1653–1657 Tamás III Erdődy Pálffy
- 1658–1672 Jácint Macripodari
- 1672–1678 Ferdinand Erdődy Pálffy
- 1678–1681 János X Kéry
- 1681–1685 Miklós III Galánthai Balogh
- 1685–1686 György V Fenessy (of Fényessy)
- 1686–1689 Mihály I Lipótfalvy Dvornikovics
- 1689–1699 István V Telekessy
- 1699 Ferenc III Jany
- 1699–1707 István VI Dolny
- 1708-? Zsigmond II Ordody
- 1710 Ferenc IV Lapsánszky
- 1710–1730 László II Nádasdy
- 1730–1739 Euseb Anton Adalbert von Falkenstein
- 1739–1750 Nikolaus Stanislavich
- 1750–1777 Franz Anton Engl Graf von Wagrain
- 1777–1798 Emmerich Christovich
- 1800–1828 Ladislaus Kőszeghy von Remete
- 1829–1832 Anton Török
- 1834–1848 Josef Lonovics von Krivina
- 1848–1849 Mihály II Horváth
- 1851–1860 Sándor I Csajághy
- 1860–1889 Sándor II Bonnaz
- 1890–1907 Alexander III Dessewffy Cserneki és Tarkeői
- 1908–1911 János XI Csernoch (ook aartsbisschop van Kalocsa)
- 1911–1943 Gyula Móri Glattfelder
- 1943–1944 Sándor IV Raskó (Apostolisch administrator)
- 1944–1964 Endre II Hamvas (ook aartsbisschop van Kalocsa)
- 1964–1969 József II Ijjas (Apostolisch administrator)
- 1969–1987 József III Udvardy
- 1987–2006 Endre Gyulay
- sinds 2006 László Kiss-Rigó